# Jennie-Lee Burmansson
Jennie-Lee Emmy Burmansson (Transtrand, 12 de julio de 2002) es una deportista sueca que compite en esquí acrobático, especialista en las pruebas de slopestyle y big air.
Consiguió dos medallas en los X Games de Invierno. Participó en los Juegos Olímpicos de Pyeongchang 2018, ocupando el octavo lugar en el slopestyle.

## Medallero internacional
| \| X Games de Invierno \| X Games de Invierno \| X Games de Invierno \| X Games de Invierno \| \| Año \| Lugar \| Medalla \| Prueba \| \| ------------------- \| ---------------------- \| ------------------- \| ------------------- \| \| 2018 \| Aspen (Estados Unidos) \| Medalla de bronce \| Slopestyle \| \| 2018 \| Bærum (Noruega) \| Medalla de oro \| Big air \| |                        |                   |            |
| X Games de Invierno |                        |                   |            |
| Año | Lugar                  | Medalla           | Prueba     |
| 2018 | Aspen (Estados Unidos) | Medalla de bronce | Slopestyle |
| 2018 | Bærum (Noruega)        | Medalla de oro    | Big air    |